# Johannes Bobrowski

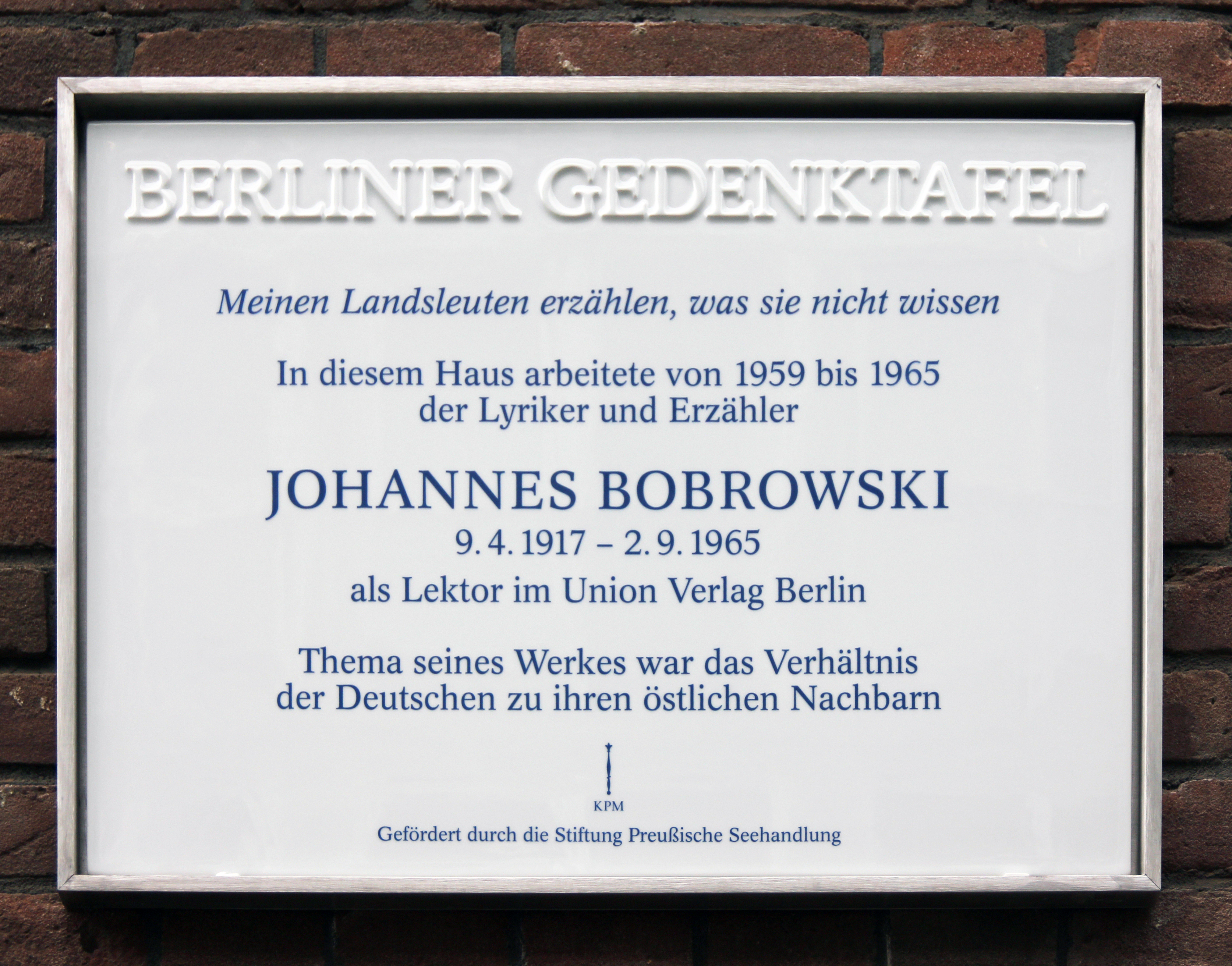
Berliner Gedenktafel am Haus, Zimmerstraße 80, in Berlin-Mitte

Johannes Konrad Bernhard Bobrowski (* 9. April 1917 in Tilsit; † 2. September 1965 in Ost-Berlin) war ein deutscher Lyriker und Erzähler.

## Leben
Johannes Bobrowski stammte aus einer baptistischen, nationalkonservativ orientierten Familie. Sein Vater schlug eine Laufbahn in der Reichsbahnverwaltung ein. 1925 zog die Familie nach Rastenburg, 1928 nach Königsberg, wo Johannes Bobrowski das humanistische Stadtgymnasium Altstadt-Kneiphof besuchte. Einflussreich für das spätere Werk wurden alljährliche Sommerurlaube bei Verwandten in den Dörfern an der Memel zwischen Rombinus und Jūra, die von der alten Misch- und Einwanderungskultur Preußisch Litauens geprägt waren. Nach dem Abitur 1937 musste er einen zweijährigen Militärpflichtdienst in Königsberg antreten, während die Eltern und die jüngere Schwester, Ursula Bobrowski, nach Berlin übersiedelten, wo Bobrowski später ein Kunstgeschichtsstudium aufnehmen wollte. Wie die Familie trat er 1935 der Bekennenden Kirche bei. Bobrowski nahm als Gefreiter in einem Nachrichtenregiment am gesamten Zweiten Weltkrieg teil (1939 Überfall auf Polen, 1940 Westfeldzug, 1941 Einmarsch in die Sowjetunion: Kaunas, Porchow, Nowgorod, Ilmensee). Ende 1941 konnte er ein Semester lang Kunstgeschichte in Berlin studieren; eine NSDAP-Mitgliedschaft, die ihm einen längeren Studienaufenthalt ermöglicht hätte, lehnte er ab. Von 1945 bis 1949 war Bobrowski sowjetischer Kriegsgefangener, u. a. im Kohlebergbau am Don (Asowsches Meer).
Aus der Kriegsgefangenschaft entlassen, lebte er bis zu seinem Tod in Berlin-Friedrichshagen. Er war als Verlagslektor in Ost-Berlin tätig, zunächst für den Altberliner Verlag Lucie Groszer, einen Kinderbuchverlag, ab 1959 als Lektor für Belletristik für den Union Verlag Berlin im Besitz der Ost-CDU. In der von Peter Huchel geleiteten Zeitschrift Sinn und Form erschienen 1955 die ersten Nachkriegsgedichte Bobrowskis. Weitere Veröffentlichungen in meist westdeutschen Zeitschriften und Anthologien folgten, die Bemühungen um die Veröffentlichung eines eigenen Gedichtbands blieben jedoch erfolglos. Erst 1961 erschien in der Deutschen Verlags-Anstalt Stuttgart Bobrowskis erster Gedichtband Sarmatische Zeit, der wenig später auch in der DDR veröffentlicht wurde. Auch Bobrowskis spätere Veröffentlichungen – sein zweiter Gedichtband Schattenland Ströme sowie seine Erzählungen und Romane – erschienen sowohl in Verlagen der Bundesrepublik Deutschland (Deutsche Verlags-Anstalt, Verlag Klaus Wagenbach) als auch in der DDR (Union Verlag). Bobrowski verstand sich stets als deutscher Dichter, der eine Trennung in ost- und westdeutsche Literatur ablehnte: „Ich bin, meiner Überzeugung nach, ein deutscher Schriftsteller. So wie einige meiner Freunde in Westdeutschland, Westberlin oder Frankreich deutsche Schriftsteller sind.“
Ab 1960 nahm Bobrowski an den Treffen der Gruppe 47 teil, im Oktober 1962 erhielt er deren Preis, wodurch er in ganz Deutschland und auch international bekannt wurde. Infolge seiner zunehmenden Bekanntheit und der ihm zugestandenen Bewegungsfreiheit in beiden deutschen Staaten und Literaturen wurde Bobrowski in seinen letzten Lebensjahren von der Staatssicherheit observiert. 1963 wurde Bobrowski Mitglied im Deutschen Schriftstellerverband der DDR, was er bis dahin vermieden hatte.
Im Rahmen der Treffen der Gruppe 47 lernte Bobrowski den Schriftsteller Hubert Fichte kennen, mit dem er eine Affäre hatte. Im Ausleben seiner homosexuellen Neigungen galt er als verschwiegen. Fichte schrieb von Bobrowski als „bisexuellen Schriftsteller“ und dokumentierte die Affäre in seinem Romanzyklus Die Geschichte der Empfindlichkeit.

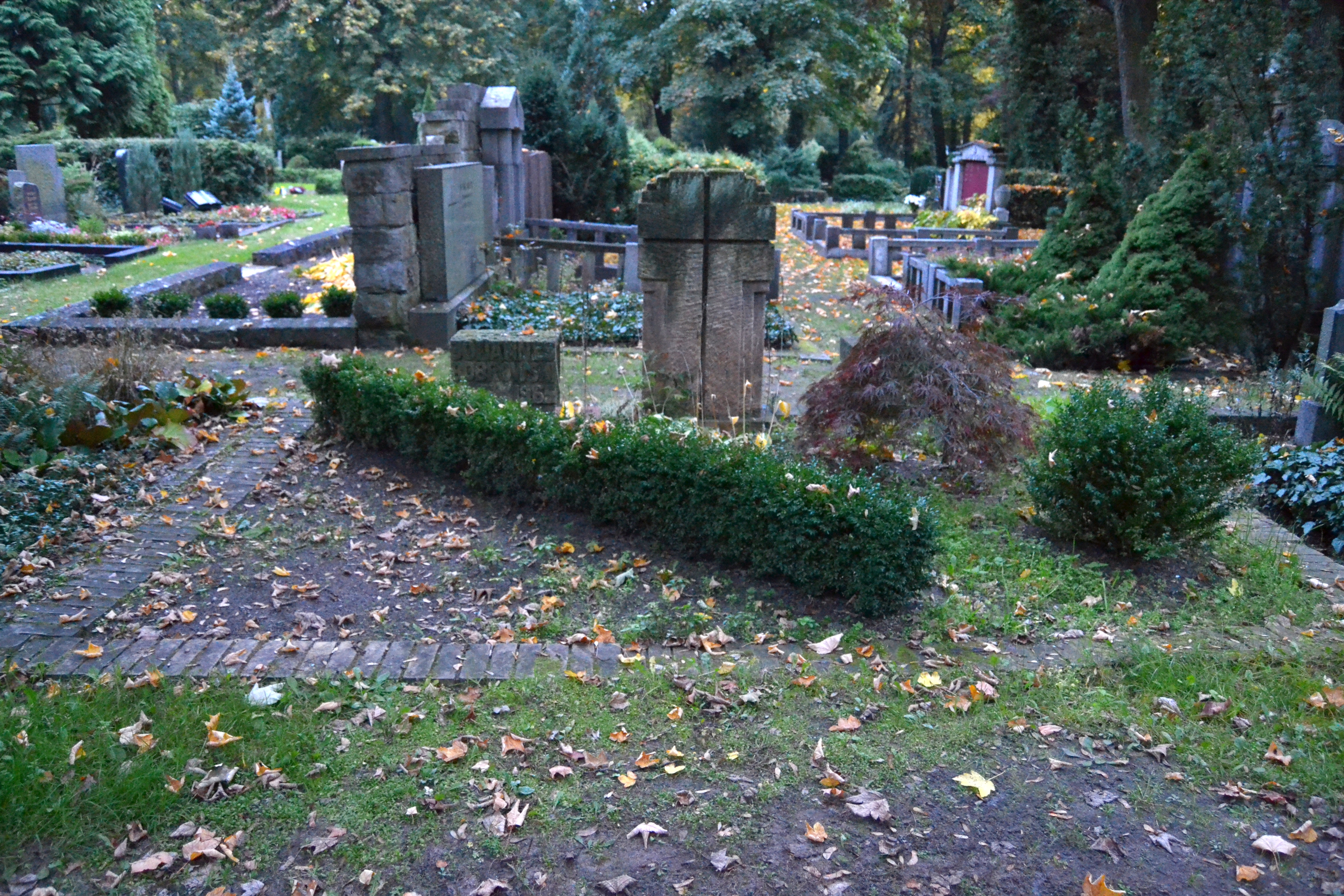
Grabstätte

Mit nur 48 Jahren starb Bobrowski am 2. September 1965 an den Folgen einer perforierten Appendizitis. Von Hubert Fichte und Leonore Mau zuvor für seine Behandlung über die innerdeutsche Grenze geschmuggelte Antibiotika halfen dem Kranken nicht mehr. Johannes Bobrowski wurde auf dem Evangelischen Friedhof Friedrichshagen beigesetzt. Die Grabstätte im Feld E 1  gestaltete der Künstler Wieland Förster. Sie ist heute ein Ehrengrab des Landes Berlin.
Bobrowskis literarischer Nachlass befindet sich im Deutschen Literaturarchiv Marbach, seine nachgelassene Bibliothek in den Historischen Sammlungen der Zentral- und Landesbibliothek Berlin. Originale Gegenstände aus Bobrowskis Berliner Arbeitszimmer sind in der Bobrowski-Dauerausstellung in Willkischken (Litauen) zu sehen.
Johannes Bobrowski war ab 1943 bis zu seinem Ableben mit Johanna Buddrus (1921–2011) verheiratet. Die beiden haben vier Kinder, zwei Söhne und zwei Töchter, von denen die älteste, Juliane Bobrowski (1951–2020) ebenfalls Schriftstellerin war. Erste Gedichte erschienen 1944 in der Zeitschrift Das Innere Reich.

## Werk
In Bobrowskis Werke floss die Bekanntschaft mit der osteuropäischen Landschaft, mit deutschen, baltischen und slawischen Kulturen sowie ihrer Sprachen und Mythen ein. Er bezeichnete an verschiedenen Stellen die Geschichte von Deutschen und osteuropäischen Völkern als sein „Generalthema“: „Weil ich um die Memel herum aufgewachsen bin, wo Polen, Litauer, Russen, Deutsche miteinander lebten, unter ihnen allen die Judenheit. Eine lange Geschichte aus Unglück und Verschuldung, seit den Tagen des Deutschen Ordens, die meinem Volk zu Buche steht.“
Johannes Bobrowski wendet sich in seiner Lyrik auch an Dichterkollegen und andere Künstler, mit deren Lebenssituation und Schaffen er sich in Form einer dialogischen Selbstvergewisserung auseinandersetzt. Im Band Schattenland Ströme ist eine Ode auf Thomas Chatterton enthalten und die Gedichte Brentano in Aschaffenburg, Hölderlin in Tübingen („Turm,/daß er bewohnbar/sei wie ein Tag, der Mauern…“) sowie Gertrud Kolmar, Else Lasker-Schüler, An Nelly Sachs, Hamann oder Mickiewicz. Im letzten von Bobrowski selbst zusammengestellten Band Wetterzeichen finden sich Gedichte u. a. auf die Dichter Klopstock, Jakob Michael Reinhold Lenz, Ludwig Hölty, die Komponisten Johann Sebastian Bach und Wolfgang Amadeus Mozart und die bildenden Künstler Ernst Barlach, Alexej von Jawlensky und Alexander Calder.
Bobrowskis Gedichte zeichnen sich durch eine an Friedrich Hölderlin und Georg Trakl geschulte elementare Naturbildlichkeit und eine von Friedrich Gottlieb Klopstocks Odendichtung hergeleitete rhythmisch-klangliche Suggestivität der Sprache aus. Sie sind meist reimlos und ohne festes Metrum. Motivisch-thematisch ist das Gesamtwerk auf die mittelosteuropäische Landschaft zwischen Ostsee (Ostpreußen) und Schwarzem Meer (Sarmatien) ausgerichtet, auf die persönliche und historische Vergangenheit aus dem Bewusstsein der deutschen Verbrechen während des Zweiten Weltkrieges. Gesprochen wird aus der Grunderfahrung des Heimatverlustes, der Wanderschaft, der Fremde, die nur literarisch, für den Moment des dialogischen Sprechens, überwunden werden kann. Kritisches und mahnendes Eingedenken deutscher Schuld steht in einem Spannungsverhältnis zur Trauer um die infolge des Zweiten Weltkrieges verlorene ostpreußische Kindheitslandschaft. Die trotz ihrer großen Sinnlichkeit abstrakt zusammengesetzten Bilder der Gedichte stützen Bobrowskis Interesse an paradigmatischen Aussagen. Authentifizierende Spezifika (Namen, Zitate, Redewendungen) verdecken nicht, dass es ihm stets um Exemplarisches geht: Bobrowskis Poetik zielt auf die Aktualität des Vergangenen sowie auf Übertragbarkeit sozialer Konstellationen und Verhaltensweisen. Historisch-biographische Anspielungen und intertextuelle Verweise sind zahlreich. Ob und wie Bobrowskis Anspruch eines wirkungsästhetisch verstandenen Engagements sich mit der Dunkelheit des Stils vereinbaren lässt, ist ein vieldiskutiertes Problem.
Seit den frühen sechziger Jahren entstanden kürzere Prosaarbeiten und die beiden Romane Levins Mühle. 34 Sätze über meinen Großvater und Litauische Claviere, die Thematiken und Schreibweisen der Gedichte aufnehmen. Dabei werden gezielt traditionelle Erzählverfahren mit modernen und experimentellen Stilmitteln verbunden (z. B. Die ersten beiden Sätze für ein Deutschlandbuch, Boehlendorff). Bobrowski selbst verortet sein Erzählen in einem imaginären Dreieck zwischen Hermann Sudermann, Robert Walser und Isaak Babel. Charakteristisch sind häufige Wechsel der narrativen Perspektive, Rückblenden, der Einsatz des Inneren Monologs und des Bewusstseinsstroms sowie die ironische Kommentierung oder Brechung der Erzählillusion. Diese und andere Stilmittel wirkten anregend auf die spätere DDR-Literatur.

## Auszeichnungen
- 1962: Alma-Johanna-Koenig-Preis
- 1962: Preis der Gruppe 47
- 1965: Heinrich-Mann-Preis für „Levins Mühle“
- 1965: Internationaler Charles-Veillon-Preis
- 1967: F.-C.-Weiskopf-Preis

## Literarische Rezeption
Zahlreiche Autoren beziehen sich in Texten auf Person und Werk Bobrowskis, so etwa Christoph Meckel, Günter Grass (Hundejahre), Hubert Fichte (Psyche), Hans Magnus Enzensberger (Sommergedicht), Christa Wolf (Kindheitsmuster), Günter Bruno Fuchs (Ein Besuch ungefähr 1957), Paul Celan (Hüttenfenster), Franz Fühmann (Zweiundzwanzig Tage oder die Hälfte des Lebens), Kito Lorenc (Epitaph für Johannes Bobrowski), Ingo Schulze (Mein Jahrhundertbuch), Gunther Tietz (Die Verteidigung der Schmetterlinge), Judith Kuckart (Lenas Liebe), Kathrin Schmidt (Passagen), Durs Grünbein (Vom Stellenwert der Worte).
Sarah Kirsch widmete Bobrowski drei Gedichte: Geh unter schöne Sonne (datiert 2. September 1965): Gestern noch blies er Meer vor sich her, schwamm voller Kunst, peitschte das Wasser […] unsere Küste salzverkrustet und leer verlor ihren Delphin. In Ich in der Sonne deines Sterbemonats: ich betreibe Gewohntes […] Flieg Haar von meinem Kamm flieg zwischen Spinnenfäden schwarzes Haar totes Haar eben noch bei mir. Im Gedicht Eine Schlehe im Mund komme ich übers Feld (datiert 2. September 1965): mein Kopf eine Schelle klappert und macht einen traurigen Mund meiner mit einer Schlehe deiner Sand schon und Kieselstein ich drüber du drunter.
Herta Müller äußerte 1982 in einem Interview: Der schafft Sprachbilder, wie ich sie sonst nirgends gelesen hab’. Das ist eine Sprache, die verwundet beim Lesen. Ich wär’ sehr neugierig, wie lange Bobrowski an solch einem Text gearbeitet hat, weil bei ihm jedes Wort so weit in die Tiefe geht. Und wie er jedes dieser Wörter leben konnte, denn die sind gelebt, in allem, was sie sagen können.
Kito Lorenc schrieb in einem 2013 unter dem Titel Begegnung mit Johannes Bobrowski veröffentlichten Brief aus dem Jahr 1974 über den entscheidenden Einfluss, den Bobrowski auf seine Dichterbiografie nahm: Die eine persönliche Begegnung mit J.B. war für mich wohl mehr ein beschleunigender Katalysator in dem komplexen Wirkungsprozess seines Werkes auf meine dichterische Entwicklung, als ein unabdingbares Ferment hierfür. Das Gespräch mit ihm bekräftigte mich zunächst einmal ganz allgemein in meinem Selbstgefühl als sorbischer Dichter und in meinen ersten, zaghaften Bemühungen, das sorbische Lyrikerbe in deutscher Sprache zu erschließen.

## Verschiedenes
1962 gründete Bobrowski gemeinsam mit Manfred Bieler scherzhaft einen neuen Friedrichshagener Dichterkreis, der seine Aufgabe laut der Gründungsschrift „in der Beförderung der schönen Literatur und des schönen Trinkens“ sah.
1964/65 besorgte Bobrowski die deutsche Nachdichtung von Samuil Marschaks Verserzählung Das Tierhäuschen (auf Grundlage einer Übersetzung von Lieselotte Obst) für den Kinderbuchverlag. Das Buch erschien erstmals 1967 und erlebte in der DDR sieben Wiederauflagen. 1972 veröffentlichte das Label Litera eine Schallplattenbearbeitung (Wortregie: Jürgen Schmidt), als musikalisches Märchen inszeniert, die sich ebenso auf Bobrowskis Nachdichtung stützte. Die LP wurde mehrfach aufgelegt. 1979 inszenierte Joachim Siebenschuh Das Tierhäuschen am Theater der Freundschaft in Ostberlin.
Bobrowski war leidenschaftlicher Musikliebhaber, spielte selbst Clavichord, Orgel und sang im Chor seiner Gemeinde. Die Beschäftigung mit der Musik und Musikern nimmt auch in zahlreichen Gedichten und Texten Bobrowskis eine zentrale Stellung ein. Zu seinen Lieblingskomponisten zählten u. a. Johann Sebastian Bach und Dieterich Buxtehude.
An seinem Begräbnis nahmen hunderte Menschen aus der Bundesrepublik Deutschland und der DDR teil, u. a. auch Uwe Johnson, der trotz seiner Flucht aus der DDR eine Einreisegenehmigung erhielt. Auch die österreichische Schriftstellerin Ingeborg Bachmann besuchte die Trauerfeier. Die Grabreden hielten Hans Werner Richter und Stephan Hermlin.
In Vilnius (Litauen) findet sich in der Literatų gatvė (Literatenstraße) eine Bobrowski gewidmete Plakette. Diese Plaketten sind literarisch tätigen Menschen gewidmet, deren Werk einen Bezug zu Litauen aufweist.
In Berlin-Hellersdorf, Greifswald, Rostock und Willkischken (Litauen) sind Straßen nach Johannes Bobrowski benannt.
Im Berliner Bezirk Treptow-Köpenick trägt eine öffentliche Bibliothek seinen Namen.
Von 1992 bis 1998 wurde aus Mitteln der Stiftung Preußische Seehandlung die Johannes-Bobrowski-Medaille verliehen. Die 2000 in Berlin gegründete Johannes-Bobrowski-Gesellschaft ist ein eingetragener Verein mit ca. 130 Mitgliedern in mehreren Ländern.

## Werke

### Einzelausgaben
- Sarmatische Zeit. Gedichte. Stuttgart (West-Ausgabe), Berlin (Ost-Ausgabe) 1961.
- Schattenland Ströme. Gedichte. Stuttgart (West-Ausgabe) 1962, Berlin (Ost-Ausgabe) 1963.
- Levins Mühle. 34 Sätze über meinen Großvater. Roman. Berlin (Ost-Ausgabe) 1964, Frankfurt a. M. (West-Ausgabe) 1964. (TB ISBN 3-596-20956-0); von Anatoli L. Kaplan illustrierte Ausgabe des Union Verlags Berlin 1975
- Boehlendorff und Mäusefest. Erzählungen. Berlin (Ost-Ausgabe, gesamt) 1965.
- Boehlendorff und andere. Erzählungen. Stuttgart (West-Ausgabe, 1. Teil) 1965.
- Mäusefest und andere Erzählungen. Berlin (West-Ausgabe, 2. Teil) 1965. (NA ISBN 3-8031-3116-2.)
- Litauische Claviere. Roman. Berlin (Ost-Ausgabe) 1966, Berlin (West-Ausgabe) 1967. (TB ISBN 3-379-01470-2.) Von Karl-Georg Hirsch illustrierte Ausgabe des Union Verlags Berlin 1976
- Wetterzeichen. Gedichte. Berlin (Ost-Ausgabe) 1966, Berlin (West-Ausgabe) 1967. ISBN 3-8031-0019-4.
- Der Mahner. Erzählungen und andere Prosa aus dem Nachlaß. Berlin (Ost-Ausgabe) 1967, Berlin (West-Ausgabe) 1968.
- Im Windgesträuch. Gedichte aus dem Nachlaß, ausgewählt und hrsg. von Eberhard Haufe. Berlin (Ost-Ausgabe) 1970, Berlin (West-Ausgabe) 1970.
- Bernd Jentzsch (Hrsg.): Poesiealbum 52, Gedichte, mit Grafiken von Gerhard Altenbourg. Berlin (DDR) 1972.
- Literarisches Klima – Ganz neue Xenien, doppelte Ausführung, mit einem Nachwort von Bernd Leistner und Illustrationen von Klaus Ensikat. Berlin (Ost-Ausgabe) 1977, Stuttgart (West-Ausgabe) 1978, ISBN 3-421-01849-9.
- Gesammelte Gedichte. Mit einem Nachwort von Helmut Böttiger. DVA, München 2017, ISBN 978-3-421-04762-5.

### Werkausgaben
- Gesammelte Werke in sechs Bänden, hrsg. von Eberhard Haufe, Union Verlag, Berlin (DDR) 1987 (erschienen sind nur die ersten vier Bände).
- Gesammelte Werke in sechs Bänden, hrsg. von Eberhard Haufe, Deutsche Verlags-Anstalt, Stuttgart 1998–1999, (Neuausgabe, nun mit den zwei Kommentarbänden):
  - Bd. 1: Die Gedichte, hrsg. von Eberhard Haufe, Stuttgart 1998, ISBN 3-421-06354-0.
  - Bd. 2: Gedichte aus dem Nachlaß, hrsg. von Eberhard Haufe, Stuttgart 1998, ISBN 3-421-06355-9.
  - Bd. 3: Die Romane, hrsg. von Eberhard Haufe, Stuttgart 1999, ISBN 3-421-06356-7.
  - Bd. 4: Die Erzählungen, Vermischte Prosa und Selbstzeugnisse, hrsg. von Eberhard Haufe, Stuttgart 1999, ISBN 3-421-06357-5.
  - Bd. 5: Erläuterungen der Gedichte und der Gedichte aus dem Nachlaß, hrsg. von Eberhard Haufe, Stuttgart 1998, ISBN 3-421-05166-6.
  - Bd. 6: Erläuterungen der Romane und Erzählungen, der Vermischten Prosa und der Selbstzeugnisse, hrsg. von Holger Gehle, Stuttgart 1999, ISBN 3-421-05173-9.

### Herausgaben
- Gustav Schwab: Die schönsten Sagen des klassischen Altertums. Hrsg. von Johannes Bobrowski. Altberliner Verlag, Berlin 1954.
- Wer mich und Ilse sieht im Grase. Deutsche Poeten des 18. Jahrhunderts über die Liebe und das Frauenzimmer, hrsg. und mit einem Nachwort von Johannes Bobrowski. Berlin 1964.
- Hans Clauerts wunderseltsame, abenteuerliche und unerhörte Geschichten, kurzweilig und sehr lustig zu lesen. Ausgewählt und nacherzählt von Johannes Bobrowski nach dem Buch von Bartholomäus Krüger, Stadtschreiber zu Trebbin, mit Illustrationen von Peter-Michael Glöckner. Berlin 1983.

### Briefwechsel
- Eberhard Haufe (Hrsg.): Johannes Bobrowski – Peter Huchel. Briefwechsel. Marbach 1993, ISBN 3-933679-10-9.
- Peter Röske (Hrsg.): „als wär es für mich gemalt“ Johannes Bobrowski – Albert Ebert. Briefe. Galerie der Berliner Graphikpresse, Berlin 1998, ISBN 3-9803644-4-5.
- Jochen Meyer (Hrsg.): Johannes Bobrowski – Michael Hamburger: „Jedes Gedicht ist das letzte“. Briefwechsel, mit einem Nachwort von Ingo Schulze. Marbach 2004, ISBN 3-937384-03-0.
- Johannes Bobrowski. Briefe 1937–1965. Herausgegeben und kommentiert von Jochen Meyer. Mainzer Reihe. Neue Folge (hrsg. von der Akademie der Wissenschaften und der Literatur Mainz), 4 Bände, Wallstein, Göttingen 2017, ISBN 978-3-8353-0577-9.
- Dem Traum folgen. Christoph Meckel und Lilo Fromm im Briefwechsel mit Johannes Bobrowski 1960-1965. In Verbindung mit der Akademie der Wissenschaften und der Literatur, Mainz herausgegeben, kommentiert und aus Meckels Tagebüchern ergänzt von Jochen Meyer, Wallstein, Göttingen 2024, ISBN 978-3-8353-5619-1.

### Tonträger
- Johannes Bobrowski liest Lyrik und Prosa, Buch mit zwei Schallplatten. Berlin 1966.
- Johannes Bobrowski, Nachbarschaft. Neun Gedichte – Drei Erzählungen – Zwei Schallplatten, Buch mit zwei Interviews, Lebensdaten und Bibliographie. Mit Reden von Stephan Hermlin und Hans Werner Richter. Berlin 1967.
- Johannes Bobrowski liest die Erzählungen Der Mahner und Der Tänzer Malige, Buch mit einem Essay von Werner Bräunig und zwei Single-Schallplatten von Litera. Union Verlag Berlin 1980.
- Johannes Bobrowski: Im Strom. Gedichte und Prosa, gelesen vom Autor. CD, Reihe LeseOhr (Wagenbach) Berlin 2001, ISBN 3-8031-4051-X.
- Levins Mühle – 34 Sätze über meinen Großvater, Lesung mit Traugott Buhre, Regie: Rainer Schwarz, 400 Min., mp3-CD, MDR 2005 / Der Audio Verlag 2015, ISBN 978-3-86231-565-9.
- Bobrowski-Fragmente. Von Reiner Niehoff. Radio-Essay, Erstausstrahlung SWR2, 19. Juni 2017.

### Sammlung deutscher Gedichte
- Eberhard Haufe (Hrsg.): Meine liebsten Gedichte : eine Auswahl deutscher  Lyrik von Martin Luther bis Christoph Meckel ; mit 10 Wiedergaben nach der handschriftlichen Sammlung Johannes Bobrowski, Berlin : Union-Verlag 1985. (Deutsche Gedichte aus einer Mappe, die Bobrowski abgeschrieben und gesammelt hatte, der Titel ist von Haufe. Herausgegeben zum 20. Todestag)

## Filme
- 1973: Grüße aus Sarmatien für den Dichter Johannes Bobrowski, Kurzfilm von Volker Koepp.
- 1980: Levins Mühle, von Horst Seemann für die DEFA verfilmt (mit Erwin Geschonneck, Christian Grashof, Katja Paryla).
- 2017: Volker Koepp: Wiederkehr – Reisen zu Johannes Bobrowski, auf rbb, (6-Minuten-Radio-Feature auf Deutschlandradio Kultur vom 10. April 2017, zum 100. Geburtstag Johannes Bobrowskis).

## Vertonungen
- Levins Mühle, Oper von Udo Zimmermann, Uraufführung 1973 in Dresden unter Regie von Harry Kupfer.
- Litauische Claviere („Oper für Schauspieler“) von Rainer Kunad, Uraufführung 1976 in Dresden.
- Stettiner Sinfonie für Chor und Orchester von Friedrich Schenker, Text nach Gedichten Bobrowskis, Uraufführung am 10. Juni 2009 in Stettin.